# Kamtschatka

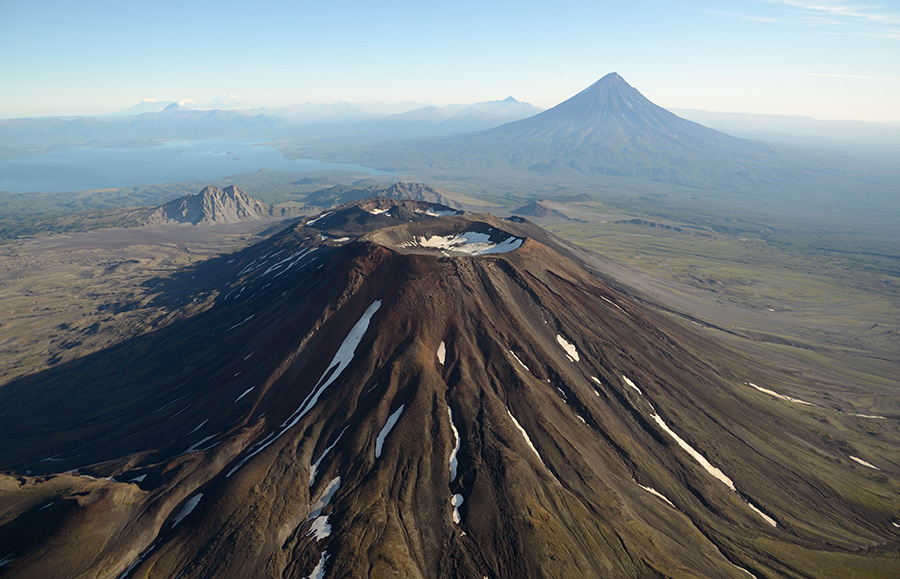
Vulkan Krascheninnikow

Kamtschatka (russisch Камчатка) ist eine Halbinsel in Nordostasien. Sie gehört zur Region Kamtschatka im Föderationskreis Ferner Osten der Russischen Föderation.
Seit 1987/88 ist die Halbinsel Namensgeber für das dort erstmals entdeckte Mineral Kamchatkit. 1996 wurde die Vulkanregion von Kamtschatka, die größtenteils als Naturpark ausgewiesen ist, von der UNESCO zum Weltnaturerbe erklärt.

## Geografie
Neun der elf Rajons der Region Kamtschatka (ohne Oljutorski und Penschinski) bilden geographisch die Halbinsel Kamtschatka. Mit rund 275.000 km² ist sie die größte Halbinsel Ostasiens – etwa drei Viertel so groß wie Deutschland – und liegt zwischen dem Beringmeer und dem Nordpazifik im Osten sowie dem Ochotskischen Meer im Westen. Sie erstreckt sich von Ostsibirien nach Süden; ihre Fortsetzung in Richtung Japan ist die Inselkette der Kurilen. Die wichtigste Stadt Kamtschatkas, Petropawlowsk-Kamtschatski, liegt an der Awatscha-Bucht, die zu den größten Naturhäfen der Welt zählt.
Die Halbinsel ist 1200 km lang und bis zu 450 km breit. Die geografische Breite ist 51° bis 62° N, die Länge 160° E. Auf Kamtschatka befinden sich etwa 29 aktive Vulkane (von mehr als 160) und viele Geysire. Jährlich brechen im Durchschnitt sechs der Vulkane aus. Aschewolken wirken sich auf den Flugverkehr aus und können auch zu Ascheregen in bis zu 45 km Entfernung führen.
Die höchste Erhebung ist der Vulkan Kljutschewskaja Sopka mit 4750 m. Er liegt außerhalb des Sredinny-Höhenrückens, des die Halbinsel von Norden nach Süden durchziehenden Hauptgebirgszuges. Andere bekannte Vulkane sind Tolbatschik, Kambalny, Awatschinskaja Sopka, Schiwelutsch, Besymjanny, Itschinskaja Sopka und Maschkowzew.
Der größte Fluss ist die 758 km lange Kamtschatka. Dieser hat die Quelle am Sredinny-Höhenrücken, fließt östlich von ihm ein Stück nach Norden und dann nach Osten zwischen den Vulkanen Kljutschewskaja Sopka und Schiwelutsch entlang in den Pazifik.

## Geologie
Erdgeschichtlich ist der Westen des Landes älter als der Osten. Westlich finden sich Gesteine aus dem Oligozän (33–23 Mio. Jahre alt). Kamtschatka liegt auf dem sogenannten Ochotsk-Block, einem Plattenstück über der Subduktionszone, wo sich die Pazifische Platte von Osten her mit einer Geschwindigkeit von acht Zentimetern pro Jahr unter den Rand des Westteils der nordamerikanischen Platte schiebt. So entstand bereits im Oligozän der älteste Vulkanrücken (Sredinny). Vor 5–7 Mio. Jahren trafen hier zwei Vulkanbögen aufeinander, und im Osten entstehen seither immer neue Vulkane.
Mit der vulkanischen Tätigkeit und der Subduktion stehen auch häufige Erdbeben im Zusammenhang. Das bisher verheerendste mit der Stärke 9,0 ereignete sich am 4. November 1952 vor der Südostküste. Vom darauf folgenden Tsunami wurde die Kleinstadt Sewero-Kurilsk auf der benachbarten Kurilen-Insel Paramuschir vollständig zerstört.

### Fauna
Die auf Kamtschatka vorkommenden Braunbären gelten als die größten der Art.
Die Halbinsel war einer der ersten Schwerpunkte des Fangs von Königskrabben, die auch „Kamtschatkakrabben“ genannt werden.

## Klima
Kamtschatka liegt in der subarktischen bis kalten Klimazone und das Klima ist eher kalt bis gemäßigt. Es gibt viel Niederschlag. Die Jahresdurchschnittstemperatur beträgt etwa 2 °C. Die Temperaturunterschiede sind abhängig von der Lage. In den Küstenregionen, die vom Pazifischen Ozean beeinflusst sind, fallen die Temperaturen selten unter −10 °C und können in den Sommermonaten bis auf milde 15 °C ansteigen. Im Zentrum der Halbinsel sind die Temperaturunterschiede größer. Hier sind Schwankungen von −40 °C in den Wintermonaten bis 25 °C in den Sommermonaten möglich.

## Bevölkerung

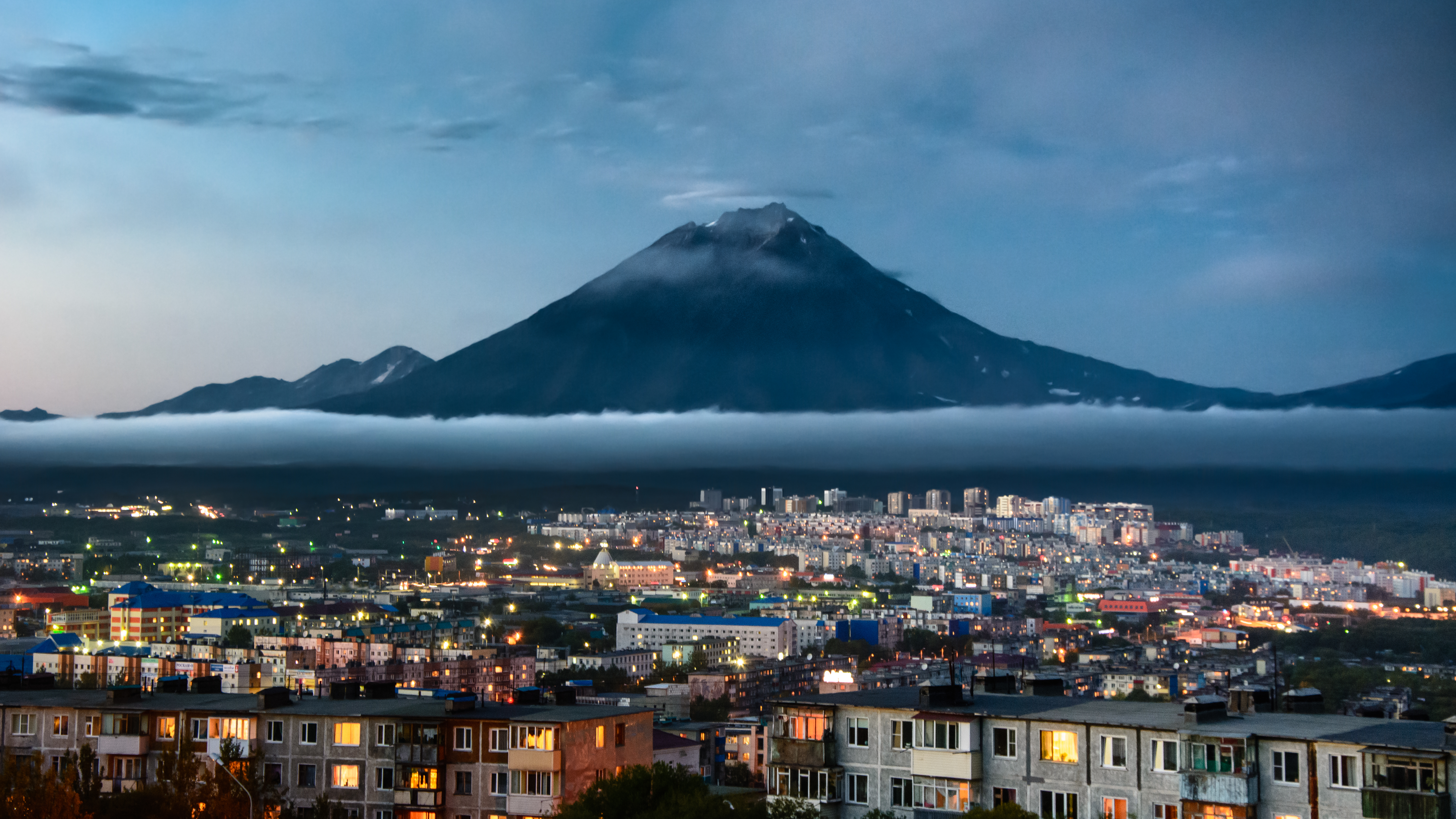
Petropawlowsk-Kamtschatski

Die Halbinsel ist mit etwa 310.000 Menschen dünn besiedelt. Etwa 65 Prozent leben in der größten Stadt Petropawlowsk-Kamtschatski, der Hauptstadt der Region Kamtschatka und dem wirtschaftlichen Zentrum der Halbinsel. Den größten Teil der Bevölkerung bilden Russen. Etwa 2,5 Prozent stammen von den Ureinwohnern (Kamtschadalen) ab und gehören zu den Volksgruppen der Korjaken, Itelmenen und Ewenen.

## Geschichte
Die Halbinsel Kamtschatka wurde von Kosaken auf ihren Streifzügen in den Osten Russlands im Jahre 1697 entdeckt. Bereits 1659 erreichte Iwan Kamtschaty die Ostküste Kamtschatkas. Da es hier vor allem viele Zobel gab, wurde das Gebiet kurz darauf von Russland annektiert. Die dort lebenden Ureinwohner, die Korjaken, Itelmenen, Ewenen, Tschuktschen und Aleuten (Unangan), wurden blutig von russischen Kosaken unterworfen und fast ausgerottet.
Der Däne Vitus Bering, nach dem auch die Meerenge zwischen Ostsibirien und Alaska benannt ist, führte von 1725 bis 1730 und von 1733 bis 1743 große Expeditionen nach Kamtschatka und nach Norden zum Beringmeer. Georg Wilhelm Steller, Botaniker und Theologe, verfasste umfangreiche Aufzeichnungen von der zweiten Expedition. Magnus Carl von Behm richtete 1772–1779 eine funktionierende Verwaltung ein. Pjotr Iwanowitsch Rikord sorgte als Verwaltungschef Kamtschatkas 1817–1822 für eine Verbesserung der Lebensbedingungen der Bevölkerung und der Wirtschaft. Der Agronom Johann Karl Ehrenfried Kegel erforschte 1841–1847 Bodenbeschaffenheit und Geologie.
Während einer angespannten Phase des Kalten Krieges wurde 1983 ein Verkehrsflugzeug der Korean Air Lines, das den gesperrten sowjetischen Luftraum über Kamtschatka durchflogen hatte, von einem Abfangjäger abgeschossen, weil das sowjetische Militär das Flugzeug für ein getarntes Spionageflugzeug der USA hielt. Alle 269 Insassen kamen ums Leben.
Erst seit 1990 ist die Kamtschatka-Halbinsel für Touristen zugänglich. Über 50 Jahre lang war sie militärisches Sperrgebiet. Sowjetbürger brauchten eine Sondergenehmigung, wollten sie nach Kamtschatka reisen oder dort leben. 
Anfang Oktober 2020 meldeten Naturschützer und lokale Behörden am bei Touristen und Surfern beliebten Chalatyr-Strand und in der Awatscha-Bucht hunderte tot angeschwemmte Robben, Tintenfische und Seeigel. Greenpeace sprach von mehrfach über Normalwert ermittelten Mengen von Erdöl und Phenol im Meerwasser.

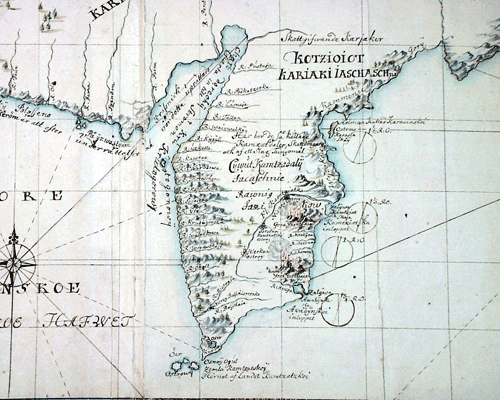
Karte von Bering
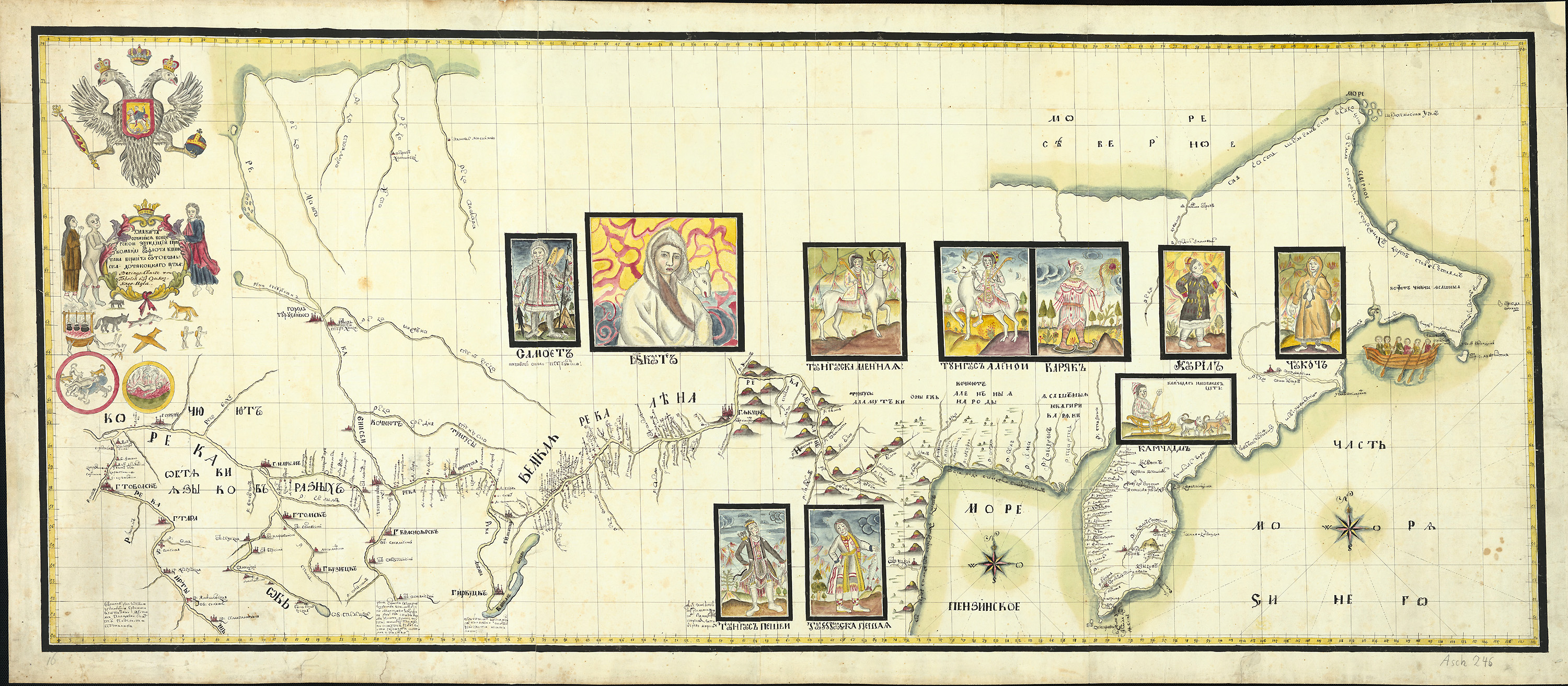
Karte der Kamtschatka-Expedition

## Sehenswürdigkeiten

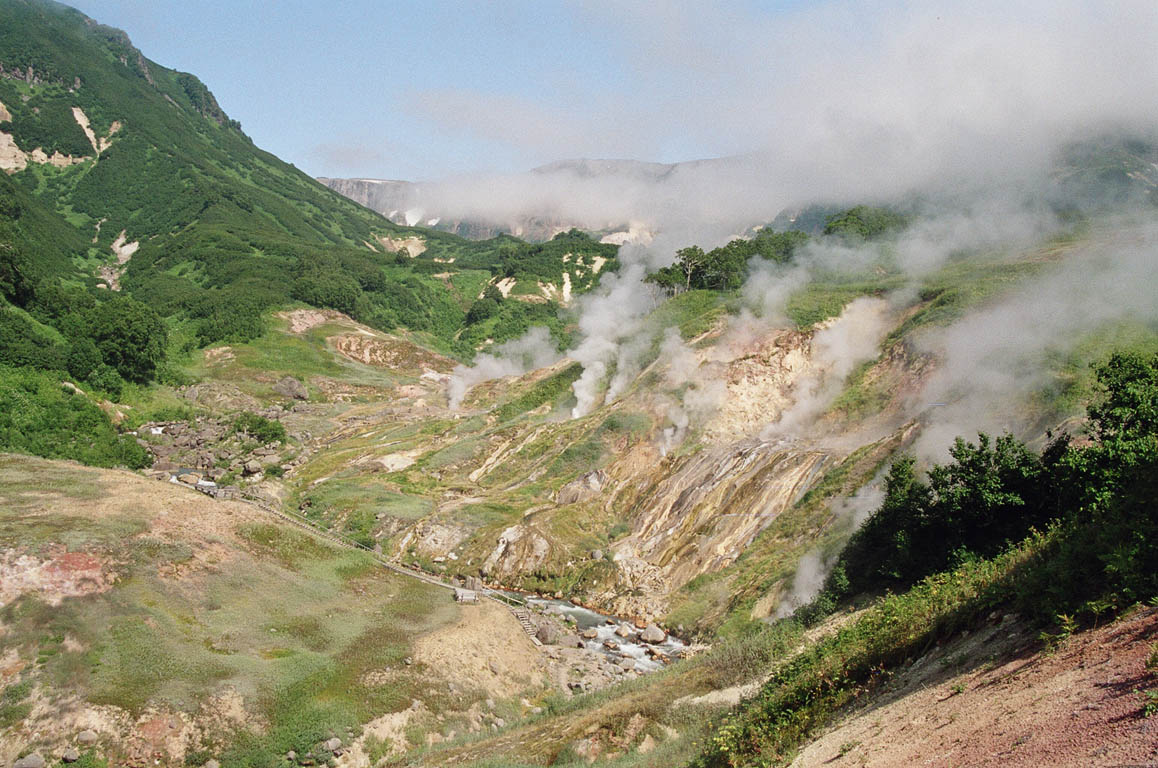
Tal der Geysire

Eine Hauptattraktion auf Kamtschatka ist das Tal der Geysire mit etwa 90 Geysiren. Heiße Wasserfontänen erreichen bis zu 40 Meter Höhe, ihre Dampfschwaden teilweise mehr als 200 Meter. Das Tal wurde 1996 zusammen mit anderen Gebieten der Halbinsel zum Welterbegebiet Vulkane Kamtschatkas erklärt. Ein anderer Teil des Welterbegebietes ist der Bystrinski-Naturpark mit der Itschinskaja Sopka im Zentralteil Kamtschatkas.
Im Juni 2007 wurden bei einem Erdrutsch Teile des Tals der Geysire zerstört und daraufhin für Besucher gesperrt.
Mit etwa 29 aktiven Vulkanen weist Kamtschatka die weltweit größte Dichte aktiver Vulkane auf. Die Halbinsel gilt daher auch als „Land der Vulkane“. Der Untergrund um den Vulkan Mutnowski speist Thermalquellen, die bis zu 500 m lange Schneetunnel erzeugen. Sie liefern Wärme für ein kleines Geothermiekraftwerk.